# Последняя теорема Пуанкаре
Последняя теорема Пуанкаре — утверждение о наличии хотя бы двух неподвижных точек у всякого преобразования плоского кольца,
вращающего граничные окружности в противоположных направлениях
и при этом сохраняющего площадь.
Теорема играет важную роль в теории динамических систем.
Данная теорема была сформулирована Анри Пуанкаре; статью с утверждением он направил в журнал за две недели до смерти.
Доказательство дал Джордж Биркгоф спустя полгода;
его доказательство содержало неточность, которая была исправлена Брауном и Ньюманом.

## Формулировка
Пусть {\displaystyle K} — плоское кольцо, ограниченное концентрическими окружностями с радиусами {\displaystyle r=a} и {\displaystyle r=b}. Пусть также (в полярных координатах) дано отображение этого кольца в себя:
{\displaystyle r'=\varphi (r,\theta );\theta '=\psi (r,\theta )},
удовлетворяющее следующим условиям:
1. отображение сохраняет площадь и гомотопно тождественному;
2. каждая граничная окружность переходит в себя: {\displaystyle \varphi (a,\theta )=a}, {\displaystyle \varphi (b,\theta )=b};
3. точки с {\displaystyle r=a} передвигаются против часовой стрелки, а точки с {\displaystyle r=b} — по часовой стрелке. Более точно, функция {\displaystyle \psi } непрерывна и {\displaystyle \psi (a,\theta )>\theta } и {\displaystyle \psi (b,\theta )<\theta } при любом {\displaystyle \theta }.

Тогда это отображение имеет две неподвижные точки.

## Вариации и обобщения
- Теорема остаётся верной, если вместо сохранения площади потребовать, чтобы никакая область кольца не преобразовывалась в своё собственное подмножество.